# Peter Lahdenpera
Peter Juhani Lahdenpera (* 29. Dezember 1935 in Helsinki – 3. Juli 2019) war ein finnlandstämmiger US-amerikanischer Skilangläufer, Biathlet und Biathlontrainer.
Peter Lahdenpera besuchte das Middlebury College und wurde später Reservist der United States Army, für die er auch antrat. 1960 nahm er erstmals an den Olympischen Winterspielen teil. In Squaw Valley startete er im Skilanglauf und belegte über 15 Kilometer Platz 46 und wurde mit Mack Miller, Karl Bohlin und John Dendahl als Schlussläufer der US-Vertretung Staffel-Elfter. Bei der Biathlon-Weltmeisterschaft 1962 in Hämeenlinna erreichte er im Einzel Platz 26. Bei seinen zweiten Olympischen Winterspielen 1964 in Innsbruck startete er nun im Biathlon und belegte den 36. Platz im Einzel. Nach seiner aktiven Karriere wurde Lahdenpera Biathlontrainer und betreute unter anderem das Nationalteam der USA. Die Olympischen Winterspiele 2010 in Vancouver waren Lahdenperas erste Spiele, an denen er nicht in einer Verbandsposition, sondern nur als Privatperson teilnahm. Er starb am 3. Juli 2019.